# Koninklijk Nederlands Christelijk Gymnastiek Verbond
Het Koninklijk Nederlands Christelijk Gymnastiek Verbond (KNCGV) was een Nederlandse sportbond voor gymnastiek. Het KNCGV werd opgericht op 26 maart 1910. Op 1 januari 1999 is het KNCGV met de KNGB gefuseerd tot de Koninklijke Nederlandse Gymnastiek Unie.